# シンデレラ・ストーリー2 ドリームダンサー
『シンデレラ・ストーリー2 ドリームダンサー』は、2008年に当時ディズニーチャンネルが誇る爆発的人気アイドルであったセレーナ・ゴメスとドリュー・シーリーを起用し製作された『シンデレラ・ストーリー』の続編。
世界的に有名な童話シンデレラの物語を現代に置き換えた話。

## キャスト
メアリー・サンディエゴ
演 - セレーナ・ゴメス、日本語吹替 - 小林沙苗
本作のヒロイン。
普段はドミニークのメイドとしてこき使われている、高校生の女の子。幼い頃からジョーイ・パーカーのファンであり、ずば抜けたダンスの才能の持ち主。ジョーイ・パーカーと惹かれるものの、身分の差やライバルと異母姉妹や継母であるドミニークからの嫌がらせに苦しむ。
ジョーイ・パーカー
演 - ドリュー・シーリー、日本語吹替 - 櫻井孝宏
本作の主人公。
国民的大人気アイドルであり、メアリーの高校へマネージャーと転校してきた。白と黒をテーマとした高校主催の仮面パーティーで一緒に踊った赤いドレスの女の子に恋をし忘れられず、彼女の落としたミュージックプレイヤーとそのパーティーで一緒に踊った曲名を手掛かりに彼女を探し始める。学校は大騒ぎとなり、彼の元には連日長蛇の列ができるほどに、、、
タミ
演 - ジェシカ・パーカー・ケネディ、日本語吹替 - 武田華
メアリーの親友で、良き理解者。
ドミニーク・ブラット
演 - ジェーン・リンチ、日本語吹替 - 塩田朋子
メアリーをメイドとして雇っている歌手であり、継母にあたる。
ブリー・ブラット
演 - キャサリン・イザベル、日本語吹替 - 松浦チエ
ドミニークの娘であり、メアリーの異母姉妹にあたる。
ブリット・ブラット
演 - エミリー・パーキンズ
ブリー同様でドミニークの娘であり、メアリーの異母姉妹にあたる。
ダスティン
演 - マーカス・T・ポールク、日本語吹替 - 河本邦弘

## 代表曲
- Tell Me Something I Don't Know（英語版）
  - 歌: セレーナ・ゴメス
- New Classic
  - 歌: セレーナ・ゴメス、ドリュー・シーリー